# Copa espanyola d'hoquei sobre patins en línia femenina
|  | Aquest article tracta sobre la competició femenina. Si cerqueu la competició masculina, vegeu «Copa espanyola d'hoquei sobre patins en línia masculina». |

La Copa espanyola d'hoquei sobre patins en línia femenina, coneguda com a Copa de la Reina d'hoquei sobre patins en línia (en castellà: Copa de la Reina de hockey línea) és una competició esportiva de clubs espanyols d'hoquei sobre patins en hoquei línia, creada la temporada 2008-09. De caràcter anual, és organitzada per la Real Federació Espanyola de Patinatge. Hi participen els vuit equips millors classificats al final de la primera volta de la Lliga Élite femenina d'hoquei sobre patins en línia, disputant una fase final en una seu neutral. En aquesta fase, els equips disputen una lligueta en dos grups on es classifiquen els dos millors de cadascun i disputen una final a quatre que determina el campió de la competició. L'equip guanyador és declarat campió de la Copa de la Reina i té dret a participar en la Supercopa d'Espanya de la següent temporada.
El dominador és el Tres Cantos Patín Club amb sis títols, seguit de l'Hockey Club Rubí Cent Patins (2014, 2016, 2017, 2018, 2023) i el CPLV Panteras (2010, 2011, 2012, 2024, 2025), amb cinc títols respectivament. El Club Hoquei en Línia Jujol guanyà la primera edició de la Copa de la Reina (2009), mentre l'Associació Hoquei Línia Tucans i l'Hockey Club Halcones Torrevieja han disputat la final.

## Historial
| En negreta = Equip guanyador (1) = Nombre de campionats (prò.) = Pròrroga (p.) = Penals Nota: Noms dels equips segons l'època |

| Edició | Temp.   | Data       | Campió                  | Resultat      | Finalista              | Seu                                       | refs        |
| ------ | ------- | ---------- | ----------------------- | ------------- | ---------------------- | ----------------------------------------- | ----------- |
| I      | 2008-09 | 03-05-2009 | CHL Jujol (1)           | 1-0           | CPLV Dismeva           | Poliesportiu Los Cerros, Valladolid       | [ 2 ] [ 3 ] |
| II     | 2009-10 | 23-05-2010 | CPLV Dismeva (1)        | 2-0           | HC Rubí Cent Patins    | Pavelló Municipal, Canfranc               | [ 4 ]       |
| III    | 2010-11 | 20-02-2011 | CPLV Dismeva (2)        | 4-0           | HC Halcones Torrevieja | Poliesportiu Los Cerros, Valladolid       | [ 5 ]       |
| IV     | 2011-12 | 16-04-2012 | CPLV Dismeva (3)        | 2-0           | HC Rubí Cent Patins    | Pavelló La Llana, Rubí                    | [ 6 ]       |
| V      | 2012-13 | 05-05-2013 | Tres Cantos PC (1)      | 2-0           | CPLV Dismeva Mozo-Grau | Poliesportiu de Canterac, Valladolid      | [ 7 ]       |
| VI     | 2013-14 | 04-06-2014 | HC Rubí Cent Patins (1) | 6-2           | Tres Cantos PC         | Poliesportiu de Canterac, Valladolid      | [ 8 ]       |
| VII    | 2014-15 | 31-05-2015 | Tres Cantos PC (2)      | 2-2 (1-0, p.) | HC Rubí Cent Patins    | Poliesportiu de la Luz, Tres Cantos       | [ 8 ] [ 9 ] |
| VIII   | 2015-16 | 27-03-2016 | HC Rubí Cent Patins (2) | 2-0           | SAB Tucans ASME        | Poliesportiu de la Luz, Tres Cantos       | [ 8 ]       |
| IX     | 2016-17 | 16-04-2017 | HC Rubí Cent Patins (3) | 4-0           | Tres Cantos PC         | Pavelló Francisco Calvo, Barcelona        | [ 10 ]      |
| X      | 2017-18 | 01-04-2018 | HC Rubí Cent Patins (4) | 2-2 (1-0, p.) | CPLV Las Panteras      | Poliesportiu de Canterac, Valladolid      | [ 8 ]       |
| XI     | 2018-19 | 21-04-2019 | Tres Cantos PC (3)      | 1-0           | HC Rubí Cent Patins    | Poliesportiu de Canterac, Valladolid      | [ 11 ]      |
| XII    | 2019-20 | 02-02-2020 | Tres Cantos PC (4)      | 1-0           | SAB Tucans ASME        | Pavelló Carlos Taulé, Orpesa              | [ 12 ]      |
| XIII   | 2020-21 | 23-03-2021 | Tres Cantos PC (5)      | 3-2           | CPLV Munia Panteras    | Poliesportiu Laura Oter, Tres Cantos      | [ 13 ]      |
| XIV    | 2021-22 | 30-01-2022 | Tres Cantos PC (6)      | 5-3           | CPLV Munia Panteras    | Palau d'Esports de Cartagena              | [ 14 ]      |
| XV     | 2022-23 | 22-01-2023 | HC Rubí Cent Patins (5) | 3-2           | SAB Tucans Vitaldent   | Poliesportiu de Canterac, Valladolid      | [ 15 ]      |
| XVI    | 2023-24 | 04-02-2024 | CPLV Munia Panteras (4) | 4-1           | HC Rubí Cent Patins    | Pavelló Ángel Nieto, Zamora               | [ 16 ]      |
| XVII   | 2024-25 | 10-02-2025 | CPLV Panteras (5)       | 4-2           | HC Rubí Cent Patins    | Poliesportiu García San Román, Las Palmas | [ 17 ]      |

## Palmarès
| Equip                             | Campió | Subcampió | Finals | Anys campió                        | Anys subcampió                     |
| --------------------------------- | ------ | --------- | ------ | ---------------------------------- | ---------------------------------- |
| Tres Cantos Patín Club            | 6      | 2         | 8      | 2013, 2015, 2019, 2020, 2021, 2022 | 2014, 2017                         |
| Hockey Club Rubí Cent Patins      | 5      | 6         | 11     | 2014, 2016, 2017, 2018, 2023       | 2010, 2012, 2015, 2019, 2024, 2025 |
| Club Patinaje en Línea Valladolid | 5      | 5         | 10     | 2010, 2011, 2012, 2024, 2025       | 2009, 2013, 2018, 2021, 2022       |
| Club Hoquei en Línia Jujol        | 1      | 0         | 1      | 2009                               | —                                  |
| Associació Hoquei Línia Tucans    | 0      | 3         | 3      | —                                  | 2016, 2020, 2023                   |
| Hockey Club Halcones Torrevieja   | 0      | 1         | 1      | —                                  | 2011                               |